# 黄小卫
黄小卫（1962年1月29日—），湖南临澧人，中国有色金属冶金专家。2017年当选中国工程院院士。

## 生平
1983年毕业于中南矿冶学院（现中南大学）有色金属冶金专业，获学士学位。2008年获东北大学工学博士学位。